# Canyoncanastero
De canyoncanastero (Asthenes pudibunda) is een zangvogel uit de familie Furnariidae (ovenvogels).

## Verspreiding en leefgebied
Deze soort komt voor van noordwestelijk Peru tot noordelijk Chili en telt drie ondersoorten:
- A. p. neglecta: noordwestelijk Peru.
- A. p. pudibunda: westelijk Peru.
- A. p. grisior: zuidwestelijk Peru en noordelijk Chili.

## Status
De grootte van de populatie is niet gekwantificeerd maar de soort wordt omschreven als vrij algemeen. Op de Rode lijst van de IUCN heeft deze soort de status niet bedreigd.